# Narada
Narada (Nārada) je sanskrtki izraz, ki v hinduizmu pomeni modrec in videc domovine.
Narada je eden od desetih maharišijev oziroma Brahmov duhovni sin. Narada je izumil lutnjo, obenem pa je tudi gospodar gandhavr.